# Vladimir Marín
Vladimir Marín Ríos (Rionegro, Antioquia; 26 de septiembre de 1979) es un exfutbolista y actual entrenador colombiano nacionalizado paraguayo.

## Trayectoria

### Deportivo Rionegro
Marin debutó en el club Deportivo Rionegro.

### Jorge Wilstermann
Vladimir Marin se destacó en el equipo aviador, principalmente por su velocidad, habilidad y potentes remates. Aunque sólo consiguió un título de Verano Copa Aerosur con el equipo, se le recuerda principalmente por marcar un gol al Santos FC en la Copa Libertadores 2004
En Brasil jugó poco al igual que en Argentina (donde la parcialidad de Independiente lo recuerda como un buen lateral izquierdo, habilidoso y con proyección), México y Paraguay donde tuvo un paso glorioso.

### Club Libertad
En Paraguay jugó por el Club Libertad muy poco al principio, volviéndose a ir a Colombia. Pero en su segundo ciclo con Libertad fue en el que tuvo más oportunidades mostrando mucho potencial jugando como mediocampista por izquierda haciendo notar su mortal fuerza de disparo y sus excepcionales tiros libres.
En todo el 2008 gana 2 campeonatos con el Club Libertad siendo estas el Torneo Apertura 2008 (Paraguay) y el Torneo Clausura 2008 (Paraguay) jugando entre los dos campeonatos 34 partidos y anotando 13 goles. En el 2009 perseguido por lesiones logra anotar 6 goles en tan solo 5 partidos jugados.

### Toluca
Es transferido al Toluca de México con el que juega el Torneo Apertura 2009 (México) en el que sale en el tercer puesto y el Torneo Bicentenario 2010 (México) campeón , jugando entre los dos campeonatos 9 partidos y anotando 3 goles.

### Club Olimpia
En el 2011 ficha por el Olimpia, donde se consagra campeón del Torneo Clausura 2011.
En el 2012 se le fue rescindido el contrato por actos de "indisciplina", aunque él asegura no haber cometido alguno. Perdiendo la oportunidad de consagrarse bicampeón con dicho club.

### Deportivo Cali
Llega al Deportivo Cali como refuerzo para la Liga Postobon 2012-II.
Con el Deportivo Cali ha logrado marcar 11 goles y en la era de Leonel Álvarez es el titular habitual jugando por la banda izquierda como lateral.
Su primer gol de tiro libre con el Deportivo Cali fue contra su exequipo |Atlético Nacional por la séptima fecha de la Liga Postobon 2013-I partido que terminó 1-1, ya Vladimir se había anunciado con la pelota quieta poniendo un balón en el horizontal, Marín salvo el empate de su equipo a 10 minutos del final y convirtiéndose en la figura de la cancha de aquel partido.
Se reporta nuevamente en la décima fecha de la Liga Postobon 2013-I marcando una 'tripleta' al minuto 8 con remate de fuera del área, al 24 con un tiro libre y al 28 desde el punto penal así logra convertirse en la figura de la cancha de aquel encuentro que terminó 4-0 a favor del Deportivo Cali, luego participa en un encuentro de Copa Postobón frente a Dépor Fc y marca 'doblete' también reportándose con gol de tiro libre.

Marca nuevamente en la fecha 16 de la Liga Postobon 2013-I de tiro libre, y se reporta también en la victoria frente al Independiente Medellín llegando a 7 tantos en el torneo y convirtiéndose en el goleador del equipo.
Comenzando la Liga Postobón 2013-II es titular, y anota de tiro libre el 0-3 en el primer partido del torneo.

### Sportivo Luqueño
El 6 de enero de 2016 firma por un año con el Sportivo Luqueño de la Primera División de Paraguay. Su primer gol lo marcaría el 18 de febrero en la victoria como visitantes 2-1 sobre Rubio Ñu. Marcaría su primer doblete el 3 de marzo en el empate a tres goles frente a Sol de América.
Sus primeros dos goles del 2017 los marca el 19 de marzo dándole la victoria a su club 2 a 0 en el clásico frente a Cerro Porteño.

### Como entrenador
Su esposa Milena Narváez quien es la presidenta del Sportivo Luqueño Femenino al no encontrar un DT para el equipo sub-18 le ofreció que tomara las riendas del equipo a principios del 2017 al cual Vladimir acepta y meses después se consagra campeón ganándole la final al Olimpia por la vía de los penales (4-3) luego de haber quedabo empatados a tres goles en los 90 reglamentarios, paralelamente sigue siendo jugador del equipo masculino.
El 2 de enero de 2018 se confirma su nuevo cargo como entrenador de la Selección femenina de fútbol de Paraguay en varios medios de comunicación tanto paraguayos como colombianos.

## Retiros y regresos
Su primer retiro fue cuando ingreso al mundo de la política, transcurría el año 2015 cuando Vladimir se lanzó como alcalde de su natal ciudad Rionegro, Antioquía en donde resultó último en las encuestas con apenas 45 votos. Para el siguiente año 2016 regresa al fútbol profesional fichando con el Sportivo Luqueño.
Su segundo retiro fue en el año 2017, culminando la temporada toma las riendas del Sportivo Luqueño (sub-18 femenino) donde obtuvo el título de la categoría debido a los buenos resultados decide colgar los botines y le ofertan dirigir a la Selección Mayor Femenina del Paraguay a lo cual él acepta. Ya en 2018 al no contar con la licencia Conmebol que lo avalaba para dirigir tuvo que renunciar la cargo, tras 1 mes regresa a jugar a fútbol siendo fichado por el Sportivo Trinidense.

## Selección nacional
Vladimir Marín ha jugado 15 partidos con la Selección Colombia, donde anotó un gol y repartió 2 asistencias y siendo parte del equipo que jugó en la Copa América 2007. También ha disputado varios partidos en las Eliminatorias al Mundial de Sudáfrica 2010.

### Goles internacionales
| # | Fecha                 | Lugar                                              | Rival | Gol | Resultado | Competición |
| - | --------------------- | -------------------------------------------------- | ----- | --- | --------- | ----------- |
| 1 | 11 de febrero de 2009 | Estadio Hernán Ramírez Villegas, Pereira, Colombia | Haití | 1-0 | 2-0       | Amistoso    |

### Participaciones enCopas América
| Copa América      | Sede      | Resultado      | PJ | GA | Asis |
| ----------------- | --------- | -------------- | -- | -- | ---- |
| Copa América 2007 | Venezuela | Fase de grupos | 2  | 0  | 0    |

### Participaciones enEliminatorias al Mundial
| Eliminatoria                            | Sede del Mundial | Posición      | Resultado | PJ | GA | Asis |
| --------------------------------------- | ---------------- | ------------- | --------- | -- | -- | ---- |
| Eliminatorias Mundial de Sudáfrica 2010 | Sudáfrica        | 7°lugar 23pts | Eliminado | 5  | 0  | 0    |

## Clubes

### Como jugador
| Club                   | País                | Años                | Partidos | Goles |
| ---------------------- | ------------------- | ------------------- | -------- | ----- |
| Deportivo Rionegro     | Colombia            | 1998 - 2000         | 43       | 3     |
| Jorge Wilstermann      | Bolivia             | 2001 - 2004         | 128      | 20    |
| Atlético Paranaense    | Brasil              | 2005                | 17       | 1     |
| Independiente          | Argentina           | 2005 - 2006         | 12       | 1     |
| Atlético Nacional      | Colombia            | 2006                | 27       | 5     |
| Libertad               | Paraguay            | 2007 - 2009         | 106      | 34    |
| Deportivo Toluca       | México              | 2009 - 2010         | 45       | 4     |
| Libertad               | Paraguay            | 2010                | 20       | 3     |
| Olimpia                | Paraguay            | 2011 - 2012         | 65       | 16    |
| Deportivo Cali         | Colombia            | 2012 - 2014         | 78       | 14    |
| Independiente Medellín | Colombia            | 2014 - 2015         | 47       | 5     |
| Rionegro Águilas       | Colombia            | 2015                | 22       | 1     |
| Sportivo Luqueño       | Paraguay            | 2016 - 2017         | 63       | 12    |
| Sportivo Trinidense    | Paraguay            | 2018                | 5        | 5     |
| Athletic FBC           | Paraguay            | 2019                | 12       | 0     |
| Total en su carrera    | Total en su carrera | Total en su carrera | 690      | 124   |

### Como entrenador
| Club                               | País     | Año           |
| ---------------------------------- | -------- | ------------- |
| Sportivo Luqueño Femenino (sub-18) | Paraguay | 2017          |
| Selección Femenina de Paraguay     | Paraguay | 2018          |
| Mariscal Estigarribia              | Paraguay | 2020-presente |

## Palmarés
| N.º             | Título                                           | Club                      | País         | Año          |
| Como Jugador    | Como Jugador                                     | Como Jugador              | Como Jugador | Como Jugador |
| --------------- | ------------------------------------------------ | ------------------------- | ------------ | ------------ |
| 1º              | Primera División                                 | Libertad                  | Paraguay     | 2007         |
| 2º              | Torneo Apertura                                  | Libertad                  | Paraguay     | 2008         |
| 3º              | Torneo Clausura                                  | Libertad                  | Paraguay     | 2008         |
| 4º              | Torneo Bicentenario                              | Deportivo Toluca          | México       | 2010         |
| 5º              | Torneo Clausura                                  | Libertad                  | Paraguay     | 2010         |
| 6º              | Torneo Clausura                                  | Olimpia                   | Paraguay     | 2011         |
| 7º              | Superliga de Colombia                            | Deportivo Cali            | Colombia     | 2014         |
| Como entrenador |                                                  |                           |              |              |
| 8º              | Campeonato Paraguayo de Fútbol Femenino (sub-18) | Sportivo Luqueño Femenino | Paraguay     | 2017.        |